# Alfonso de Jesús Hinojosa Berrones
Alfonso de Jesús Hinojosa Berrones (* 7. Oktober 1924 in Monterrey; † 23. Februar 2017) war ein mexikanischer römisch-katholischer Geistlicher, Weihbischof in Monterrey und Bischof von Ciudad Victoria. 

## Leben
Alfonso de Jesús Hinojosa Berrones studierte am Seminar von Monterrey und wurde mit einer Arbeit über die Dogmatik in Rom zum Dr. theol. promoviert. Er empfing am 9. Oktober 1949 die Priesterweihe und war mehrere Jahre in verschiedenen Funktionen im Priesterseminar tätig. 
Papst Paul VI. ernannte ihn am 12. Februar 1974 zum Bischof von Ciudad Victoria. Der Erzbischof von Monterrey, Alfonso Espino y Silva, spendete ihm am 5. April desselben Jahres die Bischofsweihe; Mitkonsekratoren waren José de Jesús Tirado Pedraza, Weihbischof in Monterrey, und Fortino Gómez León, Alterzbischof von Antequera. 
Am 10. April 1985 wurde er durch Papst Johannes Paul II. zum Weihbischof in Monterrey ernannt. Am 2. Februar 2000 nahm Johannes Paul II. seinen altersbedingten Rücktritt an.